# Tropfenbrust-Stachelschwanz
Der Tropfenbrust-Stachelschwanz (Margarornis squamiger) oder auch Südliche Perlstachelschwanz manchmal nur Perlenstachelschwanz ist eine Vogelart aus der Familie der Töpfervögel (Furnariidae). Die Art kommt in den südamerikanischen Ländern Argentinien, Bolivien, Peru, Ecuador, Kolumbien und Venezuela vor. Der Bestand wird von der IUCN als „nicht gefährdet“ (Least concern) eingestuft.

## Merkmale
Der Tropfenbrust-Stachelschwanz erreicht eine Körperlänge von etwa 15,7 Zentimetern. Die rötlich braune bis kastanienfarbene Oberseite schimmert stark. Die Krone ist etwas brauner. Über dem Auge verläuft ein auffälliger weißer Brauenstreif. Die Kehle ist ebenfalls weiß. Die Halsseiten und der Rest der Unterseite sind olivbraun und von cremig weißen, tränenförmigen Sprenkeln überzogen, die schwarz gerandet sind. Der Schwanz ist relativ lang und steif und weist kleine, vorstehenden Stacheln auf.

## Verbreitung und Lebensraum
Der Vogel ist relativ häufig in feuchten gemäßigten Zonen mit moderaten Temperaturen, wo er Waldränder und dichtere Heckenlandschaften in den Hochebenen sowie Polylepis-Wälder über der Baumgrenze bewohnt. Er bevorzugt moosige, von Epiphyten überwachsene Bäume. Seine Habitate finden sich in Höhenlagen zwischen 1800 und 3500 Metern.

## Verhalten
Der Vogel klettert gern auf dünnen Zweigen an verschiedenen Kletterpflanzen, wobei er sich auch rückwärts bewegt. Dabei springt er zwischen kleineren Ästen und Zweigen hin und her, was dem Verhalten eines Blattspähers ähnelt. Meist bewegt er sich in den mittleren Stratifikationsschichten bis ins Kronendach. Trotz seiner regen Aktivität ist er ein relativ unauffälliger Zeitgenosse. Man kann ihn alleine, in Paaren und auch in Gruppen mit einigen Artgenossen und anderen Vogelarten beobachten. Sein Nest baut er als moosige Kugel mit Seiteneingängen. Die Eier sind weiß.

## Unterarten
Es sind drei Unterarten beschrieben worden, die sich vor allem in ihrer Färbung unterscheiden:
- Margarornis squamiger squamiger (d’Orbigny & Lafresnaye, 1838) kommt im südlichen Peru und westlöichen Bolivien vor.
- Margarornis squamiger perlatus (Lesson, RP, 1844) ist im westlichen Venezuela und in Kolumbien bis ins nördliche Peru verbreitet.
- Margarornis squamiger peruvianus (Cory, 1913) ist in Zentralperu verbreitet.